# Ana Agud
Vous pouvez aider à l'améliorer ou bien discuter des problèmes sur sa page de discussion.
- Il ne cite pas suffisamment ses sources. Vous pouvez indiquer les passages à sourcer avec {{référence nécessaire}} ou {{Référence souhaitée}}, et inclure les références utiles en les liant aux notes de bas de page. (Marqué depuis mars 2024)
- Il ne s’appuie pas, ou pas assez, sur des sources secondaires ou tertiaires. (Marqué depuis mars 2024)
- Il a besoin d’être illustré. Des médias (images, animations, vidéos, sons) sous licence libre ou du domaine public sont les bienvenus pour l'améliorer.
Si vous êtes l’auteur d’un média que vous souhaitez partager, importez-le. Si vous n’êtes pas l’auteur, vous pouvez néanmoins faire une demande de libération d’image à son auteur. (Marqué depuis mars 2024)

- Archive Wikiwix
- Bing
- Cairn
- DuckDuckGo
- E. Universalis
- Gallica
- Google
- G. Books
- G. News
- G. Scholar
- Persée
- Qwant
- (zh) Baidu
- (ru) Yandex
- (wd) trouver des œuvres sur Wikidata

Ana María Agud Aparicio, née à Saint-Sébastien en 1948, est une linguiste espagnole. Professeure à l'université de Salamanque, elle enseigne notamment les langues indo-iraniennes. Elle est également l'auteure d'un manuel de langue gothique.

## Parcours académique
Professeure de linguistique indoeuropéenne à l’université de Salamanque. Elle obtient sa licence en philologie classique dans cette université et son doctorat à l’université de Tübingen, en Allemagne, où elle est l’élève d'Eugenio Coşeriu. Elle obtient son diplôme par une thèse sur la théorie des cas.
De retour en Espagne, elle entreprend un travail pour enseigner les langues indo-iraniennes en Espagne. Parmi ses élèves figurent Alberto Cantera et Francisco Javier Rubio Orecilla.
En plus d’Eugenio Coşeriu, Ana Agud considère Koldo Mitxelena et son père, Manuel Agud, comme les linguistes qui ont eu le plus d’influence sur le développement de sa carrière scientifique.
Outre les œuvres relevant de sa spécialité académique, elle publie un manuel de langue gothique (coécrit avec Pilar Fernández Álvarez), plusieurs traductions de l’allemand (principalement en collaboration avec son mari, le juriste et expert en Droit Constitutionnel Comparé, Rafael de Agapito) et, avec Francisco Javier Rubio, la traduction directe du sanskrit de onze anciens Upanishads.